# Army of Love
«Army of Love» —en español: «Ejército del amor»— es una canción interpretada por la cantante y compositora estonia Kerli, escrita por ella, Jean Baptiste, Mike McHenry y Ryan Buendia. Fue producida por la Free School Music y Jean Baptiste. Kerli anunció el 4 de noviembre de 2010 que el primer sencillo promocional de su segundo álbum se titulaba «Army of Love» y que el vídeo estaba casi listo. Finalmente, este se lanzó el 16 de diciembre de 2011 en descarga digital en el sitio web oficial de la cantante de manera gratuita. Después, se lanzó el 12 de abril de 2011 como su cuarto sencillo, mientras que sus múltiples remezclas fueron lanzadas entre los días 3 de mayo de 2011 y 21 de junio del mismo año.
Varios críticos musicales elogiaron el ritmo de la canción. DJ Ron Slomowicz de About.com dijo que «la canción es pegadiza y sólo hace ver a Kerli más accesible en todos los ámbitos», mientras que Scott Shetler de PopCrush comentó que «con esta canción está claro que Kerli va a ganar más seguidores en todo el mundo». Además de sus buenos comentarios, «Army of Love» llegó a la primera posición de la lista Dance/Club Play Songs de Billboard en la semana del 7 de mayo de 2011, que aloja las canciones del género dance y electrónico más escuchadas en las discotecas de los Estados Unidos. Luego de su buena recepción, el vídeo musical del tema fue ganador del premio a vídeo del año en los Estonian Music Awards de 2011.

## Antecedentes y descripción
El 4 de noviembre de 2010, Kerli anunció que el primer sencillo de su segundo álbum se titulaba «Army of Love» y que el vídeo estaba casi listo. En una entrevista con el sitio web PopEater la cantante habló acerca de su inspiración principal al escribir el tema, comentando que:

«Cuando hice "Army of Love" estudié la Segunda Guerra Mundial [...] Al principio yo quería llamar al álbum Weapons of Mass Creation (en español: armas de creación masiva), y comencé a hacer todo el álbum muy áspero y con una temática militar, pero cuando compuse "Army of Love" vi sus imágenes. Vi muchas pistolas disparando cosas hermosas. Quise crear un concepto para explicar que el amor y la inocencia son en realidad las cosas más bellas. "Ejército" suena violento y poderoso, pero peleamos con amor».

La canción fue escrita por Kerli, Jean Baptiste, Mike McHenry y Ryan Buendia, mientras que su producción quedó a cargo de la Free School Music y Jean Baptiste. Esta cuenta con un golpe rítmico electrónico que consiste principalmente en sonidos de un teclado electrónico, sintetizadores y breves golpes de tambores. Su melodía cuenta con algunas partes del tema «3 AM Eternal» de The KLF.

## Comentarios de la crítica
«Army of Love» recibió buenos comentarios por parte de los críticos musicales. Scott Shetler de PopCrush le dio una crítica positiva, calificándola con nueve puntos de diez y comentando que «los ritmos de baile pegadizos y la letra dulce y encantadora se quedan en tú cabeza luego de que la canción termina, con esta canción está claro que Kerli va a ganar más seguidores en todo el mundo». DJ Ron Slomowicz de About.com dijo que «la canción es pegadiza y sólo hace ver a Kerli más accesible en todos los ámbitos. Tengo curiosidad por ver cómo gran parte de su sonido original se mantiene en su nuevo álbum». Tras acabar su crítica, Slomowicz la llamó «la canción del día». El sitio PopEater, publicó una reseña positiva del tema que decía que «la pista tiene sus raíces en un ritmo electrónico pegadizo, y la voz etérea de Kerli actúa la guinda del pastel proverbial».

## Vídeo musical
El vídeo fue filmado durante varios días en Estonia, país natal de Kerli, y este fue dirigido por el director estonio Kaimar Kukk. El concepto central del vídeo es el deseo de Kerli de querer dominar el universo con sus seguidores denominados «moonchildren» —en español: «niños de la luna»—. Al comenzar el vídeo, la pantalla muestra la palabra «Kerli», seguidamente de «Army of Love». En la primera escena del vídeo se ve a Kerli sentada en una silla mecedora jugando con un cubo de rubik, luego se ve a la intérprete en una bodega abandonada donde toma un teléfono y dice «moonchildren, prepare to take over the universe» —en español: niños de la luna, prepárense para asumir el control del universo—. A continuación, ella aparece fuera del edificio en donde comienza a cantar el primer estribillo de la canción con un megáfono, mientras ella canta, los «moonchildren» comienzan a salir de diferentes lugares y comienzan a seguirla hacia un bosque. Una vez en el bosque, se muestra un unicornio corriendo por todo el lugar y a la cantante vestida como elfo balanceándose sobre un columpio mientras sus seguidores hacen una especie de concierto en medio del bosque. Seguidamente el videoclip termina con Kerli sobre un unicornio mientras sus «moonchildren» la siguen marchando, y en la pantalla se muestra un texto que dice «to be continued...» —en español: continuará...—. Desde su lanzamiento recibió más de tres millones de visitas en YouTube, lo que lo convierte en el segundo vídeo más visto de Kerli en el sitio, sólo detrás de «Walking on Air».

## Versiones y remezclas
- Descarga digital

| «Army of Love» — Single |                |          |  |
| N.º                     | Título         | Duración |  |
| 1.                      | «Army of Love» | 3:24     |  |

| «Army of Love Remixes» — Part 1 |                                                             |          |  |
| N.º                             | Título                                                      | Duración |  |
| 1.                              | «Army of Love» (Mixin Marc & Tony Svejda Radio)             | 4:12     |  |
| 2.                              | «Army of Love» (Chew Fu Rain Las Vegas Radio)               | 3:46     |  |
| 3.                              | «Army of Love» (Sultan & Ned Shepard Radio)                 | 3:39     |  |
| 4.                              | «Army of Love» (Mixin Marc & Tony Svejda Remix)             | 7:02     |  |
| 5.                              | «Army of Love» (Chew Fu Rain Las Vegas Refix Extended Club) | 5:35     |  |
| 6.                              | «Army of Love» (Sultan & Ned Shepard Extended Club Mix)     | 5:15     |  |
| 7.                              | «Army of Love» (Mixin Marc & Tony Svejda Instrumental)      | 7:01     |  |
| 8.                              | «Army of Love» (Chew Fu Rain Las Vegas Refix Dub)           | 5:35     |  |
| 9.                              | «Army of Love» (Sultan & Ned Shepard Club Dub)              | 4:59     |  |

| «Army of Love Remixes» — Part 2 |                                                      |          |  |
| N.º                             | Título                                               | Duración |  |
| 1.                              | «Army of Love» (Extended Army)                       | 10:57    |  |
| 2.                              | «Army of Love» (WAWA Edit)                           | 7:16     |  |
| 3.                              | «Army of Love» (Cherry Cherry Boom Boom Edit)        | 6:38     |  |
| 4.                              | «Army of Love» (WAWA Extended Mix)                   | 12:53    |  |
| 5.                              | «Army of Love» (Cherry Cherry Boom Boom Refreak Mix) | 9:33     |  |
| 6.                              | «Army of Love» (DJ Lynnwood Club Mix)                | 14:35    |  |
| 7.                              | «Army of Love» (WAWA Dub)                            | 12:53    |  |
| 8.                              | «Army of Love» (DJ Lynnwood Dub)                     | 12:38    |  |

| «Army of Love Remixes» — Part 3 |                                              |          |  |
| N.º                             | Título                                       | Duración |  |
| 1.                              | «Army of Love» (Sonny Wharton Dub)           | 6:30     |  |
| 2.                              | «Army of Love» (Sonny Wharton Remix))        | 6:29     |  |
| 3.                              | «Army of Love» (Sonny Wharton Radio Edit))   | 3:25     |  |
| 4.                              | «Army of Love» (Riley & Durrant Radio Edit)) | 3:37     |  |
| 5.                              | «Army of Love» (Riley & Durrant Dub))        | 5:18     |  |
| 6.                              | «Army of Love» (Riley & Durrant Vocal Mix)   | 5:48     |  |

## Posicionamiento en listas

### Semanales
| Estados Unidos | Dance/Club Play Songs | 1 |

### Sucesión en listas
| Predecesor: «Good Girl» de Alexis Jordan | Dance/Club Play Songs — Sencillo N.º 1 7 de mayo de 2011 — 14 de mayo de 2011 | Sucesor: «Dancing Tonight» de Kat DeLuna |

### Anuales
| Estados Unidos | Dance/Club Play Songs | 12 |